# Constantin Ferariu
Constantin Ferariu (n. 23 septembrie 1986, Dolhasca) este un fotbalist român, care evoluează pe postul de fundaș dreapta, fiind, în prezent, liber de contract.